# حرب (فلم 2007)
حرب (بالإنجليزية: War) ، هي فلم أمريكي من نوع أكشن، أنتجت عام 2007م من بطولة جت لي وجيسون ستاثام.

## قصة الفلم
يقوم جاك كروفورد (جيسون ستاثام) بالبحث عن القاتل المحترف وزعيم عصابة المافيا الآسيوية في الولايات المتحدة روج (جت لي) لينتقم منه، وقبل نهاية الفلم يلتقي كروفورد وروج وجهاً لوجه.

## وصلات خارجية
- الموقع الرسمي
- حرب على موقع IMDb (الإنجليزية)
- حرب على موقع ميتاكريتيك (الإنجليزية)
- حرب على موقع روتن توميتوز (الإنجليزية)
- حرب على موقع نتفليكس (الإنجليزية)
- حرب على موقع قاعدة بيانات الأفلام العربية
- حرب على موقع ألو سيني (الفرنسية)
- حرب على موقع Turner Classic Movies (الإنجليزية)
- حرب على موقع أول موفي (الإنجليزية)
- حرب على موقع بوكس أوفيس موجو (الإنجليزية)
- حرب على موقع فيلمافينيتي (الإسبانية)
- War original soundtrack at [SoundtrackCollector.com]